# Leo Kirch
Leo Kirch (Volkach, 21 ottobre 1926 – Monaco di Baviera, 14 luglio 2011) è stato un imprenditore tedesco, grande magnate del settore dei mass media e dell'intrattenimento.

## Biografia
Leo Kirch nasce a Volkach, in Baviera, tuttavia si sposta fin da piccolo a Würzburg. Dopo le scuole superiore studia marketing e management, oltre che matematica all'Università di Monaco, laureandosi nel 1952.
La sua carriera imprenditoriale inizia nel 1955 quando compra i diritti per la Germania del film La strada, avvalendosi di un gran numero di finanziatori su cui non è mai stata fatta chiarezza completa. Nel giro di pochi anni Kirch diventa il principale fornitore di film e programmi televisivi di ZDF, seconda emittente televisiva nazionale per importanza, di cui in seguito Kirch inizierà a rastrellare quote. Nel 1984 lancerà poi la sua televisione commerciale, prima in Germania Sat.1, abbandonando di conseguenza ZDF.
Nel 1985, alla morte del fondatore Axel Springer, Kirch compra il tabloid Bild. Nei primi anni novanta fonda anche le prime pay tv europee, in collaborazione con soci del calibro di Silvio Berlusconi (diventando anche azionista di minoranza di Mediaset), per lanciare al meglio le sue pay tv acquista in grandi quantità i diritti di eventi sportivi, come la Bundesliga, la Formula 1 per 1,5 miliardi di euro e i campionati del mondo di calcio 2002 e 2006 per 1,9 miliardi di euro; tuttavia saranno proprio questi grandi investimenti in campo sportivo a portare il Kirch Group all'insolvenza l'8 aprile 2002. Il fallimento fu il più grande nella storia della Germania postbellica.
Dopo il fallimento si ritira dall'azienda, tuttavia alcuni anni dopo compra una quota di una società svizzera che controlla un grosso pacchetto azionario del suo vecchio gruppo.
Da tempo affetto da diabete, che lo ha reso parzialmente cieco, Kirch muore a Monaco di Baviera nel 2011.
Solo nel 2021 si è saputo che Leo Kirch aveva creato sin dagli anni '50 una collezione d'arte di circa 80 dipinti, inclusi Claude Monet, Amedeo Modigliani, Gustav Klimt, Egon Schiele, Emil Nolde, Karl Schmidt-Rottluff, Lyonel Feininger e Franz Marc. Questa collezione si trova ora in un deposito a Monaco di Baviera.

## Controversie
Kirch non ha mai nascosto la sua grande amicizia personale con l'ex cancelliere Helmut Kohl, infatti proprio durante il mandato di Kohl, nel 1982, il magnate tedesco ha potuto ottenere la sua licenza per iniziare a trasmettere la sua televisione privata. Nel 1999 è però emerso che Kirch ha versato 6 milioni di marchi al partito CDU durante il cancellierato di Kohl. Inoltre Kohl e vari altri politici di CDU e del partito gemello bavarese CSU sono stati consulenti dell'azienda durante la procedura fallimentare.